# 11.ª Brigada de Infantaria Mecanizada
A 11.ª Brigada de Infantaria Mecanizada (11.ª Bda Inf Mec) é uma grande unidade do Exército Brasileiro sediada em Campinas, São Paulo e subordinada à 2ª Divisão de Exército. Atualmente passa por mecanização, recebendo o VBTP-MR Guarani como principal veículo. Surgiu em 1971 como brigada de infantaria blindada, usando carros de combate e o M113 como transporte, até ter a maioria de seus blindados transferidos em 2005. Nesse momento tornou-se de infantaria leve, voltada para a Garantia da Lei e da Ordem (GLO) e operações urbanas, sendo assim um exemplo notório do uso do Exército para fins policiais. A mecanização começou em 2021, com a brigada deixando de ser de infantaria leve.

## História

### Infantaria Blindada
O precursor da brigada é o 1.º Grupamento de Artilharia de Costa da 2ª Região Militar, criado em Santos em 1943, durante a Segunda Guerra Mundial. Em 1971 o comando foi reaproveitado para formar a nova 11.ª Brigada de Infantaria Blindada (11ª Bda Inf Bld), sediada em Campinas, como parte de uma série de novas brigadas organizadas no período. Ela foi constituída pelo 4º Batalhão de Infantaria Blindada (BIB) em Quitaúna, oriundo do 4.º Regimento de Infantaria (RI); 28.º BIB, em Campinas, oriundo do 1.º Batalhão de Carros de Combate Leves; 37.º Batalhão de Infantaria Motorizada (BI Mtz) em Lins, oriundo do 4.º Batalhão de Caçadores; 2.º Regimento de Carros de Combate (RCC), anteriormente batalhão, que foi transferido de Valença para Pirassununga;  o 2.º Grupo de Artilharia de Campanha Autopropulsada em Itu, oriundo do 2.º Grupo do 2.º Regimento de Obuses. Em 1980 já contava também com o 2.º Batalhão Logístico, em Campinas. O 4.º RI tinha dois batalhões, originando outro batalhão, o 39.º BI Mtz, que não fez parte da brigada.

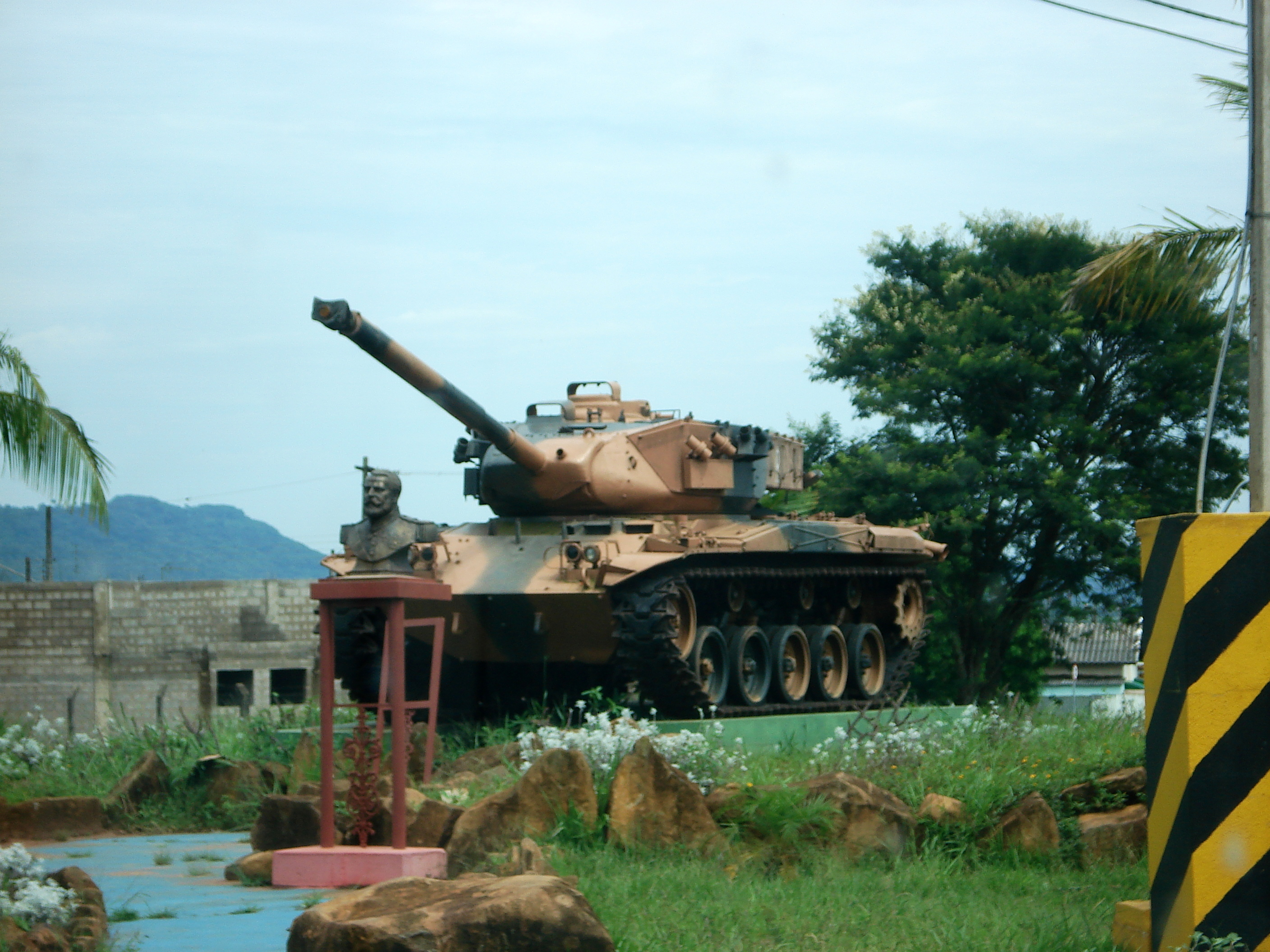
M41 da época da Infantaria Blindada

Era integrado ainda pelas seguintes subunidades: o 1.º Esquadrão do 5.º Regimento de Cavalaria Mecanizada (1.º/5.º R C Mec) em São Paulo, oriundo do 2.º Esquadrão de Reconhecimento Mecanizado;  a 1.ª Companhia de Engenharia, oriunda da 1.ª Companhia do 2.º Batalhão de Engenharia de Combate; e a 2ª Companhia de Comunicações em Jundiaí. Estava disposta ao longo da rodovia Anhanguera, sendo responsável pela Grande São Paulo e as regiões de Campinas e do centro do estado. O 1.º/5.º esquadrão foi transformado no 11º Esquadrão de Cavalaria Mecanizada (Esqd C Mec) em 1978 e transferido a Pirassununga em 1995.
Em 1975 o presidente Ernesto Geisel nomeou o general Gustavo Moraes Rego Reis para o comando da brigada. Essa foi uma de suas medidas para garantir os comandos importantes em São Paulo antes da demissão do comandante do II Exército, Ednardo D'Ávila Mello. Em Campinas, o general Moraes Rego destacou-se na política local.

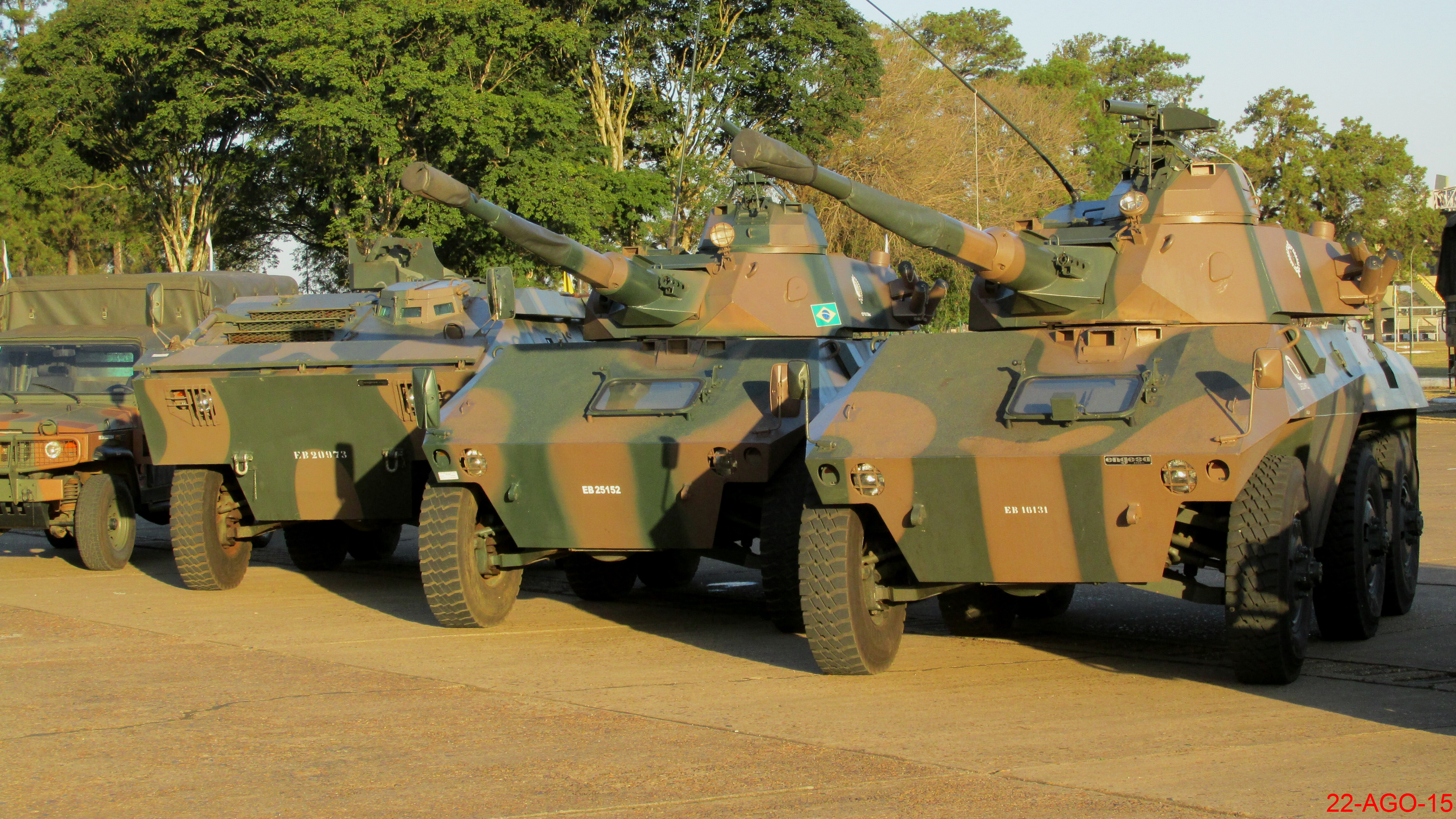
EE-11 Urutu e EE-9 Cascavel em Pirassununga

A infantaria dispunha dos blindados M113. O 2.º RCC usava o M41 até sua substituição pelo Leopard 1A1, que chegou ao Brasil a partir de 1997. Em 2004 as demais brigadas blindadas, no Comando Militar do Sul, foram convertidas de ternárias a quaternárias, e a maior parte do material blindado da 11.ª foi transferido para elas, com a brigada deixando de ser de Infantaria Blindada. O 2.º RCC foi transformado em 13.º RC Mec, absorvendo o 11.º Esqd C Mec no processo. As demais unidades receberam a designação de “Leve”. Os veículos de artilharia autopropulsada foram transferidos, com a brigada recebendo obuses Oto Melara em seu lugar. O 2º Batalhão de Caçadores, até então independente da brigada, foi incorporado com o nome de 2.º Batalhão de Infantaria Leve (BIL). O 4.º BIB foi extinto, com suas instalações aproveitadas pelo 4.º BIL, novo nome do 39.º batalhão, pertencente à 12.ª Brigada de Infantaria Leve (Aeromóvel).

### GLO e mecanização

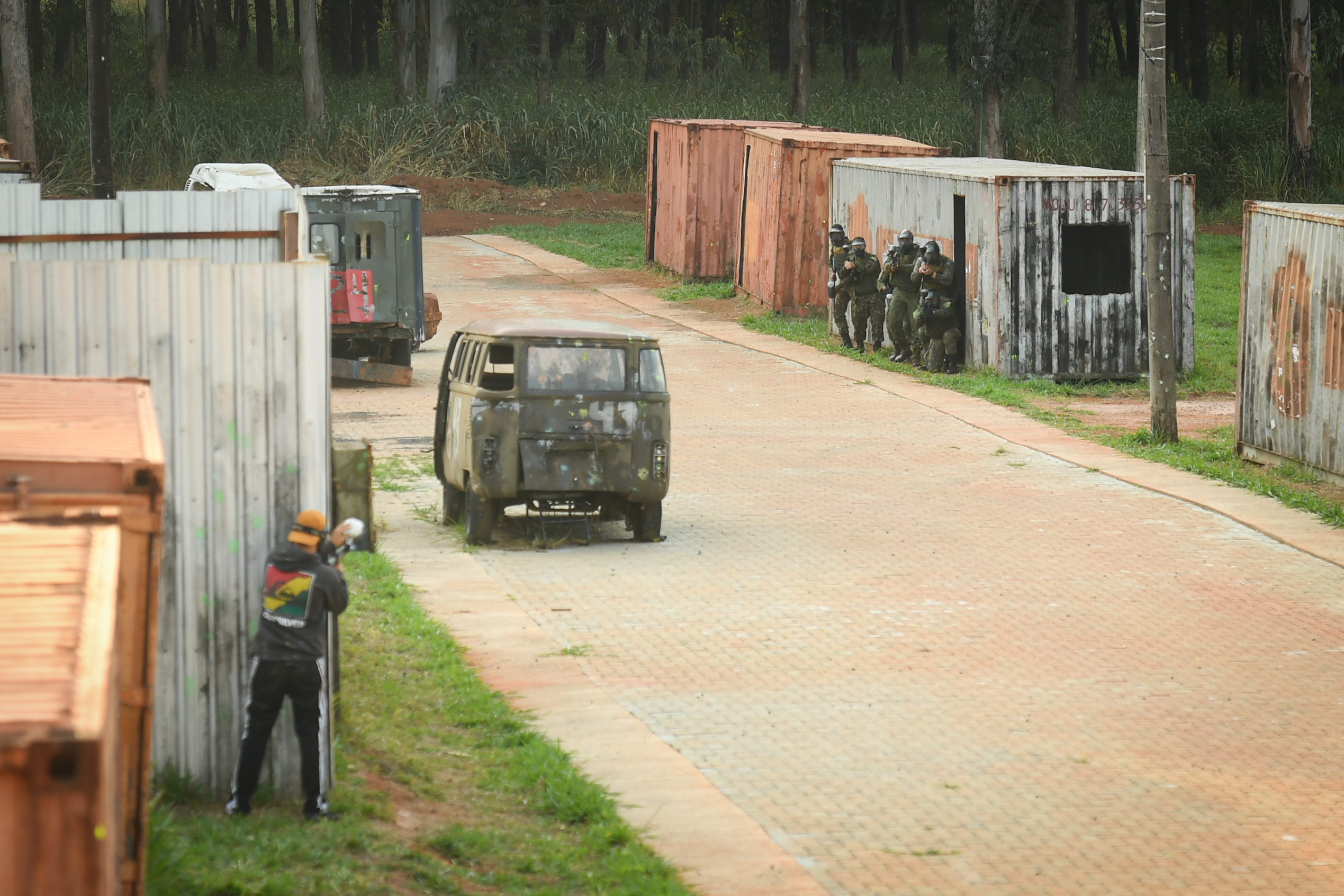
Adestramento de operações urbanas

A Brigada foi designada como de Infantaria Leve (Garantia da Lei e da Ordem), voltada ao controle social nas áreas urbanas, incluindo em seu treinamento atividades policiais e o uso de armamento não letal. Sua localização é apta para intervir em São Paulo e no Rio de Janeiro, concentrações populacionais com grandes eventos e manifestações. A especialização em GLO oferece uma alternativa ao emprego de outras unidades menos adequadas e de custo de adestramento maior, pois a Brigada pode enviar forças a regiões distantes, como o Pará. Também foi criado o Centro de Instrução de Garantia da Lei e da Ordem, transformado em 2021 no Centro de Instrução de Operações Urbanas, tendo em vista a concentração de 84% da população brasileira nas cidades; ali está o centro da doutrina militar urbana do Exército.
Possíveis motivos da transformação em 2005 incluem a expectativa de combate urbano, diante do avanço do crime organizado no Rio de Janeiro, o crescente emprego das Forças Armadas na segurança pública (do qual a criação da Brigada é o principal exemplo) e a vontade do Exército de evitar o surgimento de uma nova Guarda Nacional. Na mesma época o Comando de Operações Terrestres organizava forças-tarefa para GLO, e em 2004 o governo federal criou a Força Nacional de Segurança Pública, com funções semelhantes, mas origem nas polícias. Esse emprego na segurança pública é histórico, existindo na maioria das constituições brasileiras, e em 2004 um decreto regulou a atuação nas áreas tipicamente de competência das Polícias Militares. Os aspectos legais e a especialização no enfrentamento a brasileiros são controversos, assim como o conflito dessas forças federais com a autonomia dos estados.
Em 2013 a denominação de GLO foi abandonada, com o nome permanecendo apenas como de Infantaria Leve. A Brigada contribuiu efetivos para a intervenção federal no Rio de Janeiro em 2018. Em 2021 o Exército começou a mecanizar a Brigada com blindados Guarani. 65 dos 125 previstos já haviam chegado em fevereiro de 2022, com o final do processo previsto para 2023; a denominação deixa assim de ser de Infantaria Leve. Como parte dessa reestruturação, ela trocou batalhões com a 12.ª Brigada, perdendo o 2.º BIL e recebendo o 4.º BIL. Em abril de 2024 o Estado-Maior do Exército determinou que se criasse em Pirassununga, dentro da estrutura da 11.ª Brigada, a 1.ª Companhia Anticarro Mecanizada, a ser equipada com mísseis Spike LR2 ou MSS-1.2.

## Componentes
- Companhia de Comando[26]
- 4.º Batalhão de Infantaria Mecanizado
- 28.º Batalhão de Infantaria Mecanizado
- 37.º Batalhão de Infantaria Mecanizado
- 13º Regimento de Cavalaria Mecanizado
- 2.º Grupo de Artilharia de Campanha
- 1.º Batalhão Logístico
- 1.ª Companhia Anticarro Mecanizada[25]
- 11.ª Companhia de Engenharia de Combate Mecanizada
- 2.ª Companhia de Comunicações Mecanizada
- 11.º Pelotão de Polícia do Exército